# バチルス・チューリンゲンシス
バチルス・チューリンゲンシス（Bacillus thuringiensis、バシラス・スリンジエンシスあるいはバキッルス・ツリンギエンシス）は、バシラス属 (Bacillus) に属する真正細菌の一種である。

## 発見
1901年（明治34年）に石渡繁胤（いしわたしげたね）により、カイコの病原細菌として日本で発見された。石渡は1901年の論文（大日本蚕糸会報）で、激烈な症状（卒倒）を呈して死亡したカイコ幼虫から Bacillus 属の病原細菌を分離し、この細菌を培養してカイコ幼虫に再び摂食させたところ、同様の症状を呈して死亡したと報告している。石渡はこの細菌病を卒倒病、病原細菌を卒倒病菌と名付けたが、細菌の新種としての記載は行わなかった。
一方、1911年にエルンスト・ベルリナーはドイツで同種の細菌をスジコナマダラメイガの病死虫から分離し、病死虫が発見された中部ドイツのテューリンゲン（ラテン語名: Thuringia）にちなんで Bacillus thuringiensis と命名した。石渡が発見した卒倒病菌の名称は、B. thuringiensis H血清型4abのserovar sottoとして残っている。

## 応用
B. thuringiensis は養蚕農家の塵埃、土壌、植物の葉面、淡水、海底の堆積物、廃水処理施設の活性汚泥など、さまざまな自然環境から分離できることが報告されている。鱗翅目、双翅目、鞘翅目などに選択的な毒性を示す菌株が得られており、人体や環境に安全な生物農薬、微生物殺虫剤として、世界各国でBT剤が使用されている。また、殺虫性タンパク質（Bt毒素）の生産に係わる遺伝子を植物に組み込むことにより、特定の農産害虫に抵抗力を有した作物（遺伝子組み換え作物）を作出できる。
なお、昆虫だけでなく、線虫や土壌微生物にも影響を与えるとの報告がある。

## 病原性と毒素

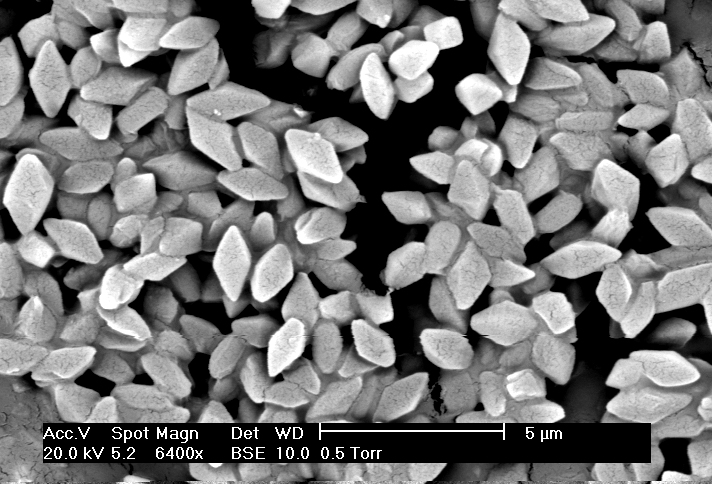
Bt毒素の結晶

自然環境から分離される B. thuringiensis には昆虫に毒性を示さない菌株も多く含まれており、分離源によっては、ほとんどの分離株が非殺虫性の場合もある。このような、非殺虫性のB. thuringiensisが産生する結晶性タンパク質がどのような生理活性を有するのかは長きにわたって謎であったが、2000年には非殺虫性の結晶性タンパク質から、ヒトのガン細胞に対して選択的な破壊活性を示すパラスポリン (parasporin) が発見された。
近縁のセレウス菌（ B. cereus ）は、感染性胃腸炎や菌血症の原因菌として見過ごせない菌であるが、B. cereus との違いは殺虫性結晶タンパク質の生産能の有無で区別されている。

### 食品への影響
広く自然界に存在しているものの生物農薬として利用されていることから、多くの農産物に付着しているため、農産加工品食品（特に豆腐）への影響が懸念されている。外国産大豆 137検体、国産大豆 43検体、市販の豆腐 30検体を調査したところ、外国産の汚染率が高かったが国産も汚染されていた。また、市販の豆腐からは食品衛生上問題にならない程度の下痢毒が検出された。